# جرج کریک
جرج کریک (انگلیسی: George Crick; ۱ دسامبر ۱۸۸۸ – ۵ آوریل ۱۹۸۲ (۹۳ سال)) بازیکن فوتبال اهل بریتانیا بود.
از باشگاه‌هایی که در آن بازی کرده‌است می‌توان به باشگاه فوتبال ساوت‌همپتون اشاره کرد.